# Osłonka
Osłonka – wieś w Polsce położona w województwie pomorskim, w powiecie nowodworskim, w gminie Nowy Dwór Gdański na obszarze Żuław Wiślanych nad Szkarpawą. Wieś wchodzi w skład sołectwa Marzęcino.
Wieś komornictwa zewnętrznego Elbląga w XVII i XVIII wieku. W latach 1975–1998 miejscowość administracyjnie należała do województwa elbląskiego.
We wsi znajduje się strategiczna stacja pomp, która nie dopuszcza do zalania dużej części Żuław.